# Башкибаш
Башкибаш (баш. Башҡыбаш) — село в деревня в Татышлинском районе Республики Башкортостан Российской Федерации. Входит в состав Ялгыз-Наратского сельсовета.

## География
Стоит на реке Изинер, при её впадении в реку Башки.

### Географическое положение
Расстояние до:
- районного центра (Верхние Татышлы): 40 км,
- центра сельсовета (Ялгыз-Нарат): 6 км,
- ближайшей ж/д станции (Куеда): 65 км.

## Этимология названия
На башкирском языке название аула означает исток (баш. баш — голова, исток) реки Башки.

## История
До упразднения уездно-губернского деления входила в состав Никольской волости

## Население
| 2002 | 2009 | 2010 |
| ---- | ---- | ---- |
| 290  | ↗292 | ↘252 |

## Инфраструктура
Личное подсобное хозяйство с зоной сельскохозяйственного использования, индивидуальная застройка усадебного типа.
Основа экономики — сельское хозяйство.
Клуб Башкибаш. Башкибашевский ФАП

## Транспорт
Деревня доступна автотранспортом. Остановка общественного транспорта «Башкибаш». 